# (7644) Cslewis
(7644) Cslewis ist ein Asteroid des mittleren Hauptgürtels, der am 4. November 1988 vom tschechischen Astronomen Antonín Mrkos am Kleť-Observatorium (IAU-Code 046) nahe der Stadt Český Krumlov in Böhmen entdeckt wurde.
Benannt wurde er am 9. März 2001 nach dem irischen Schriftsteller und Literaturwissenschaftler C. S. Lewis (1898–1963), der vor allem im angloamerikanischen Raum für seine Kinderbuchserie Die Chroniken von Narnia bekannt ist.
Der Himmelskörper gehört zur Maria-Familie, einer Gruppe von Asteroiden, die nach (170) Maria benannt ist.